# Kisbékafalva
Kisbékafalva (Stâncești), település Romániában, a Partiumban, Bihar megyében.

## Fekvése
Belényestől délre, a Fekete-Körös jobb partja közelében fekvő település.

## Története
Kisbékafalva (Békafalva) nevét 1600-ban említette először oklevél Bika falua néven.
1808-ban Brost, Brocsiu, 1851: Brost, vagy Békafalva, 1909-ben Broaste, Brost néven írták.
1851-ben Fényes Elek írta a településről:
Brost vagy Békafalva, 248 óhitő lakossal s anyatemplommal. Urbéri szántó 50, rét 90, legelő 120 hold.
Bírja a váradi görög püspök.
1888-ban Bihar vármegye Vaskohi járásához tartozott.
1909-ben 260 román lakosa volt.
A település földesura a görög k. püspökség volt.

## Nevezetességek
- Görög keleti fatemploma 1830-ban épült.

## Források

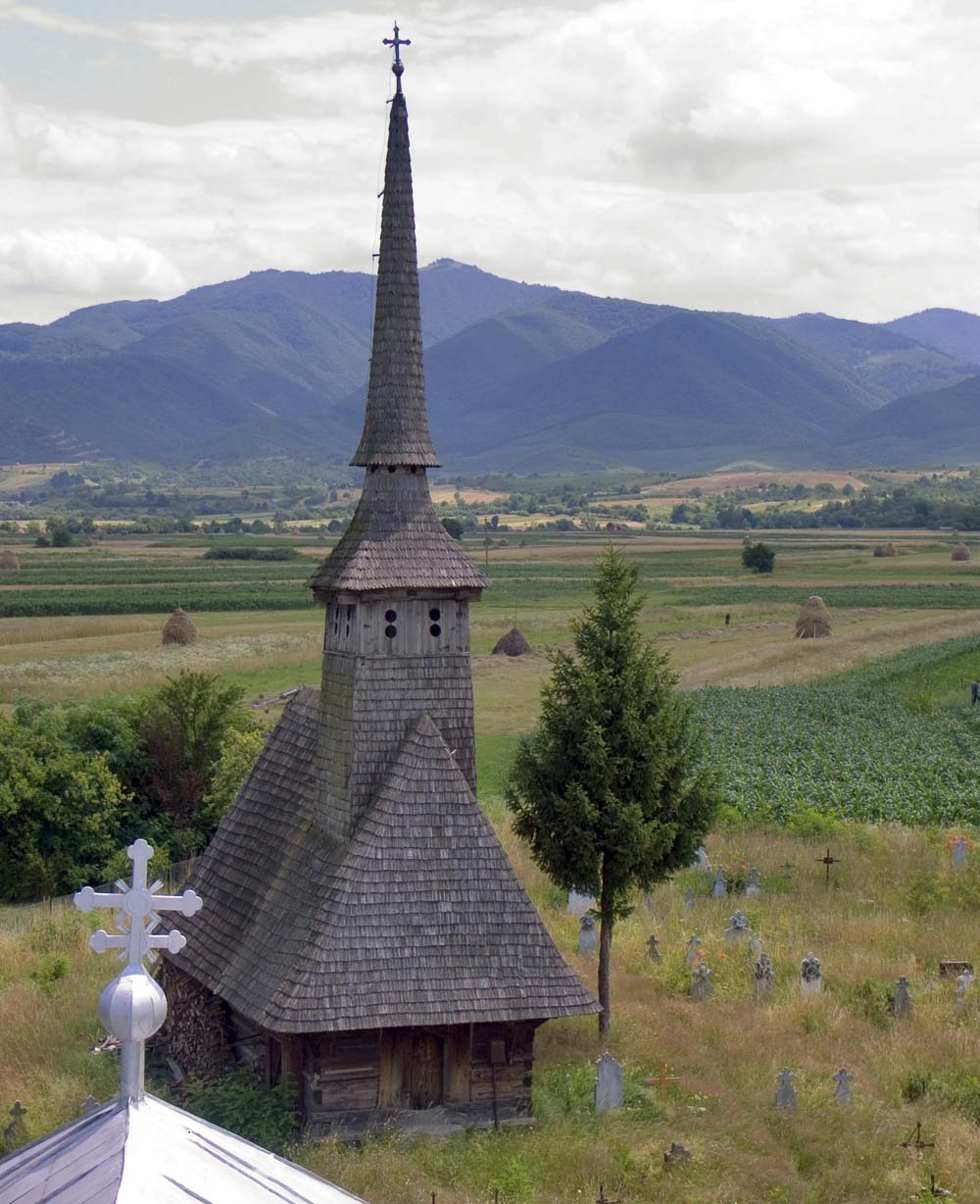

## Galéria

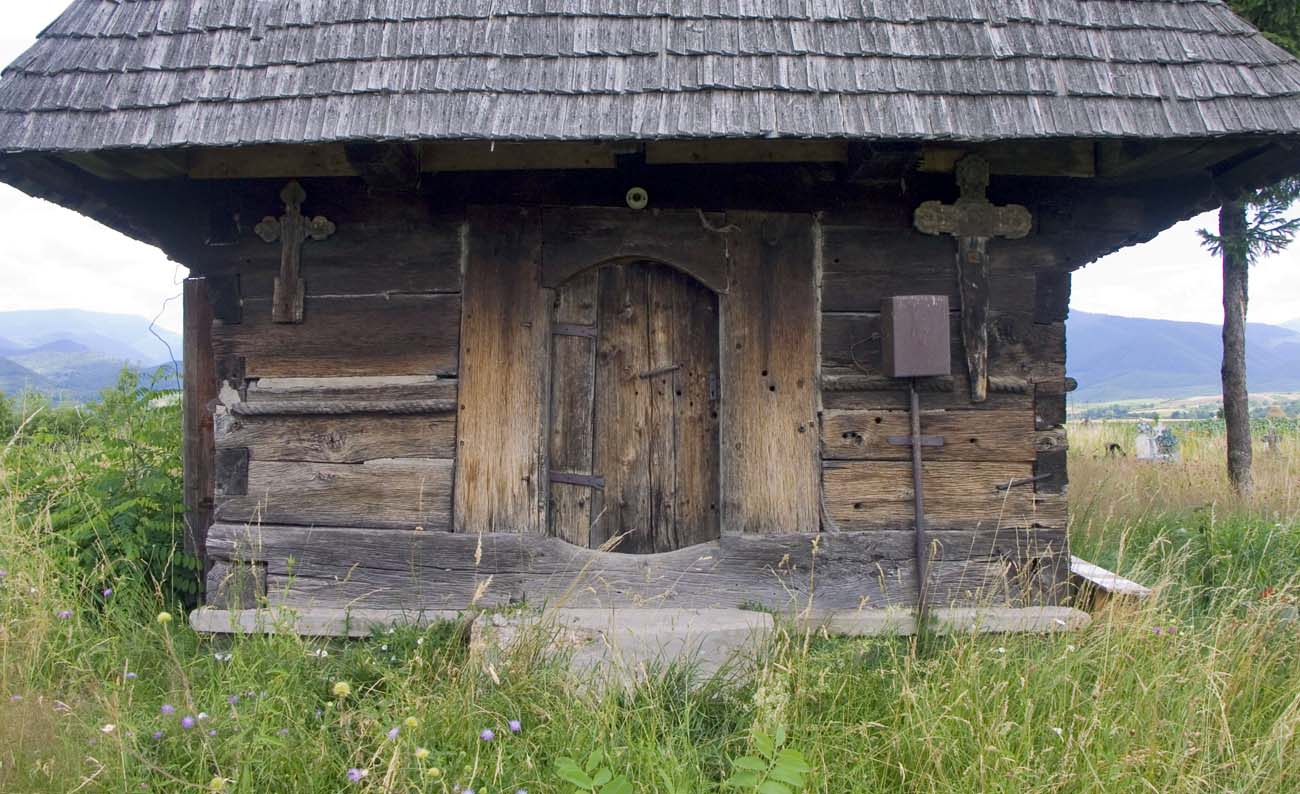
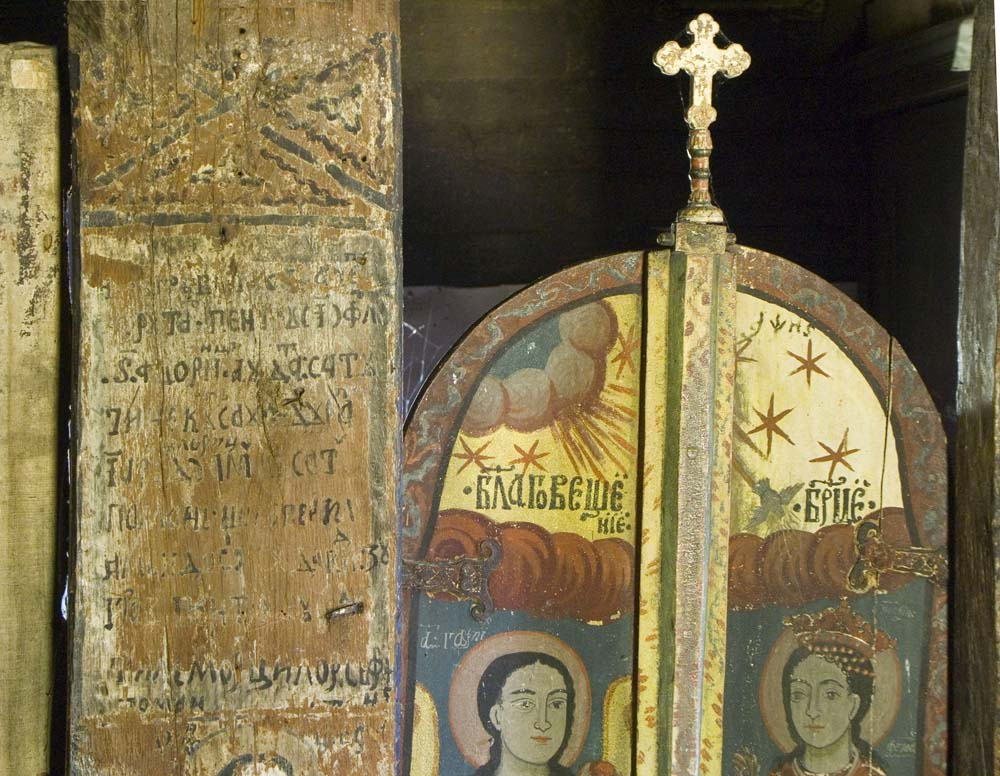
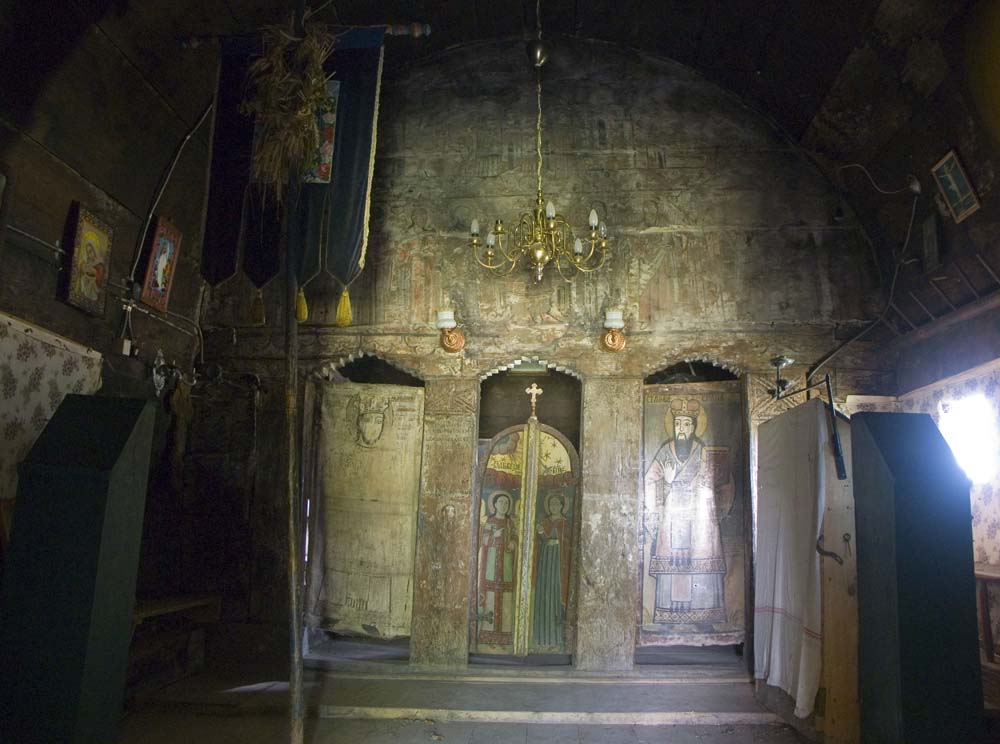
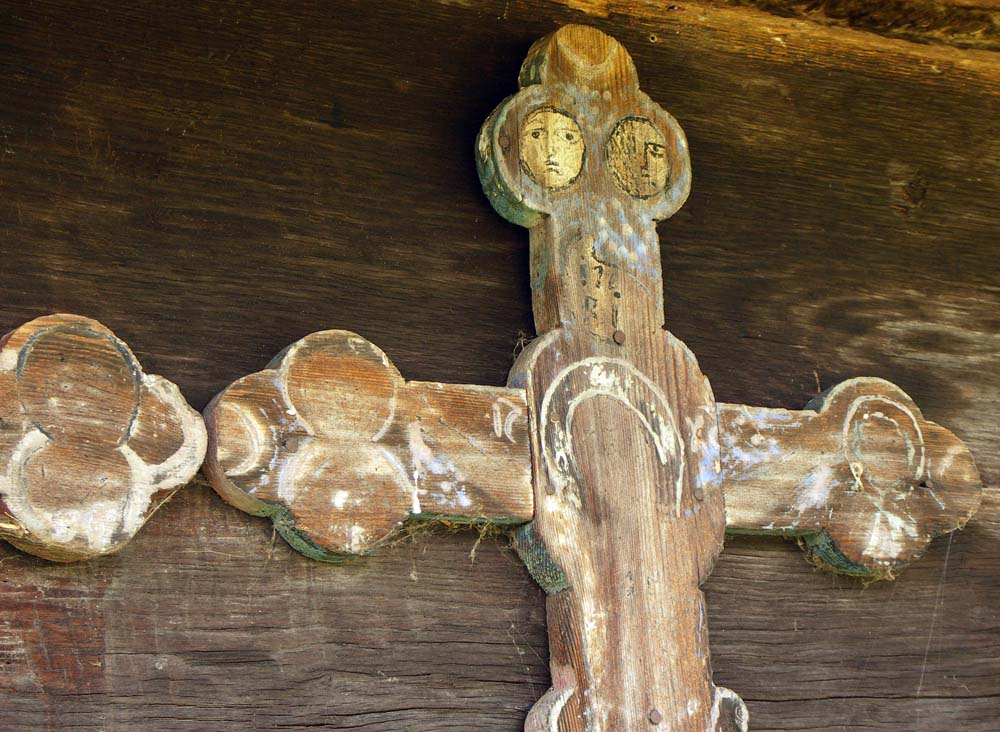